# Oithona davisae
Oithona davisae is een eenoogkreeftjessoort uit de familie van de Oithonidae. De wetenschappelijke naam van de soort is voor het eerst geldig gepubliceerd in 1984 door Ferrari F.D. & Orsi.